# Вэлчинец (Окницкий район)
Вэлчинец (Волчинец, Вочинец) (рум. Vălcineț) — село в Окницком районе Молдавии (до 1980 года являлось частью Атакского района). Является административным центром коммуны Вэлчинец, включающей также село Кодряны.

## География
Село расположено на правом берегу реки Днестр на высоте 85 метров над уровнем моря.
В Волчинце расположен пункт перехода молдавско-украинской границы и железнодорожная станция.
День села празднуется 21 сентября.

## Население
По данным переписи населения 2004 года, в селе Вэлчинец проживает 1909 человек (862 мужчины, 1047 женщин).
Этнический состав села:
| Национальность | Число жителей | Процентный состав |
| -------------- | ------------- | ----------------- |
| украинцы       | 1664          | 87.17             |
| молдаване      | 164           | 8.59              |
| русские        | 68            | 3.56              |
| гагаузы        | 6             | 0.31              |
| поляки         | 2             | 0.1               |
| румыны         | 1             | 0.05              |
| болгары        | 1             | 0.05              |
| прочие         | 3             | 0.16              |
| Всего          | 1909          | 100%              |

## Интересные факты
В январе 2011 года жители села обнаружили остатки мамонта.

## Галерея

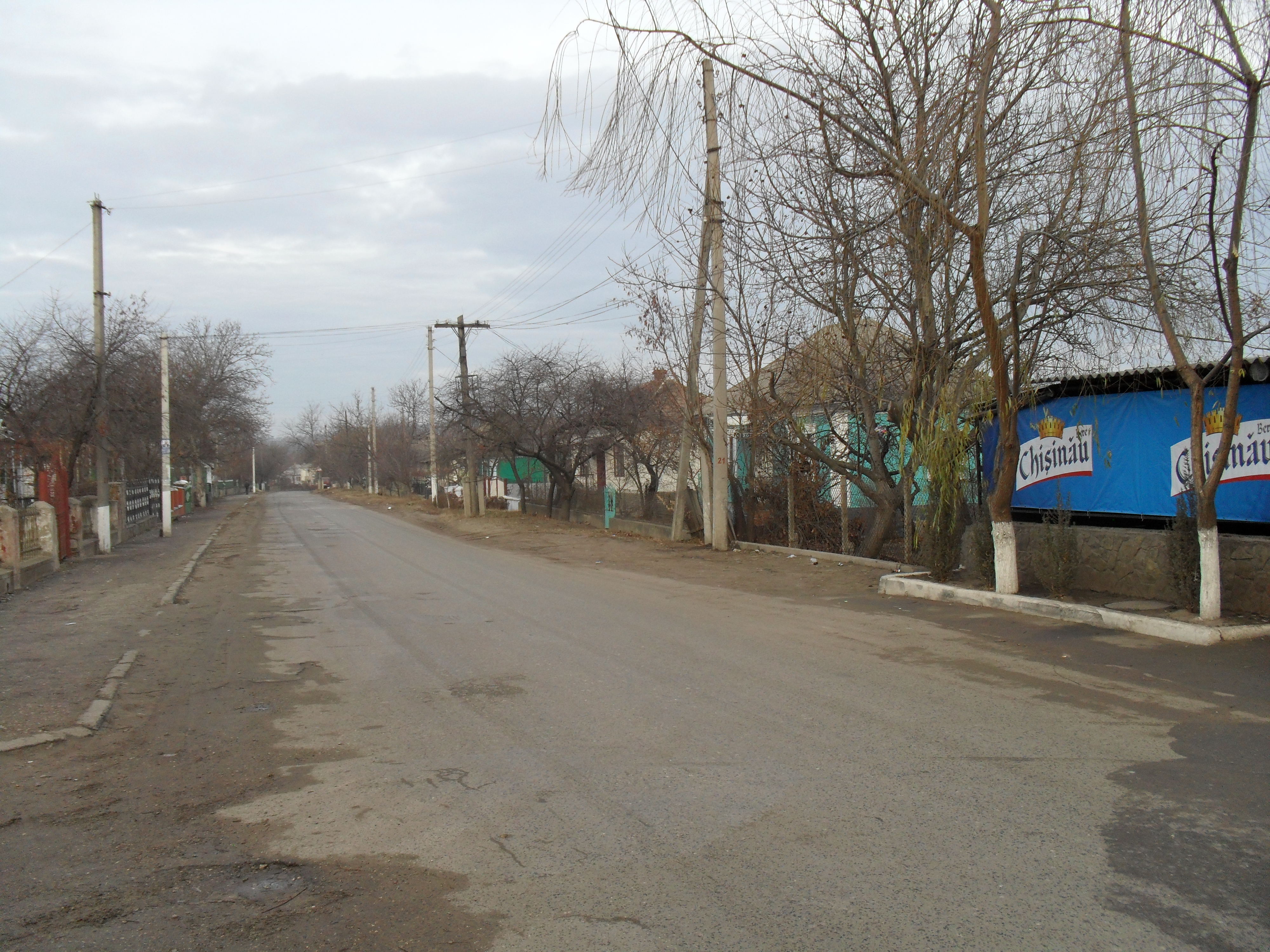
Центральная улица
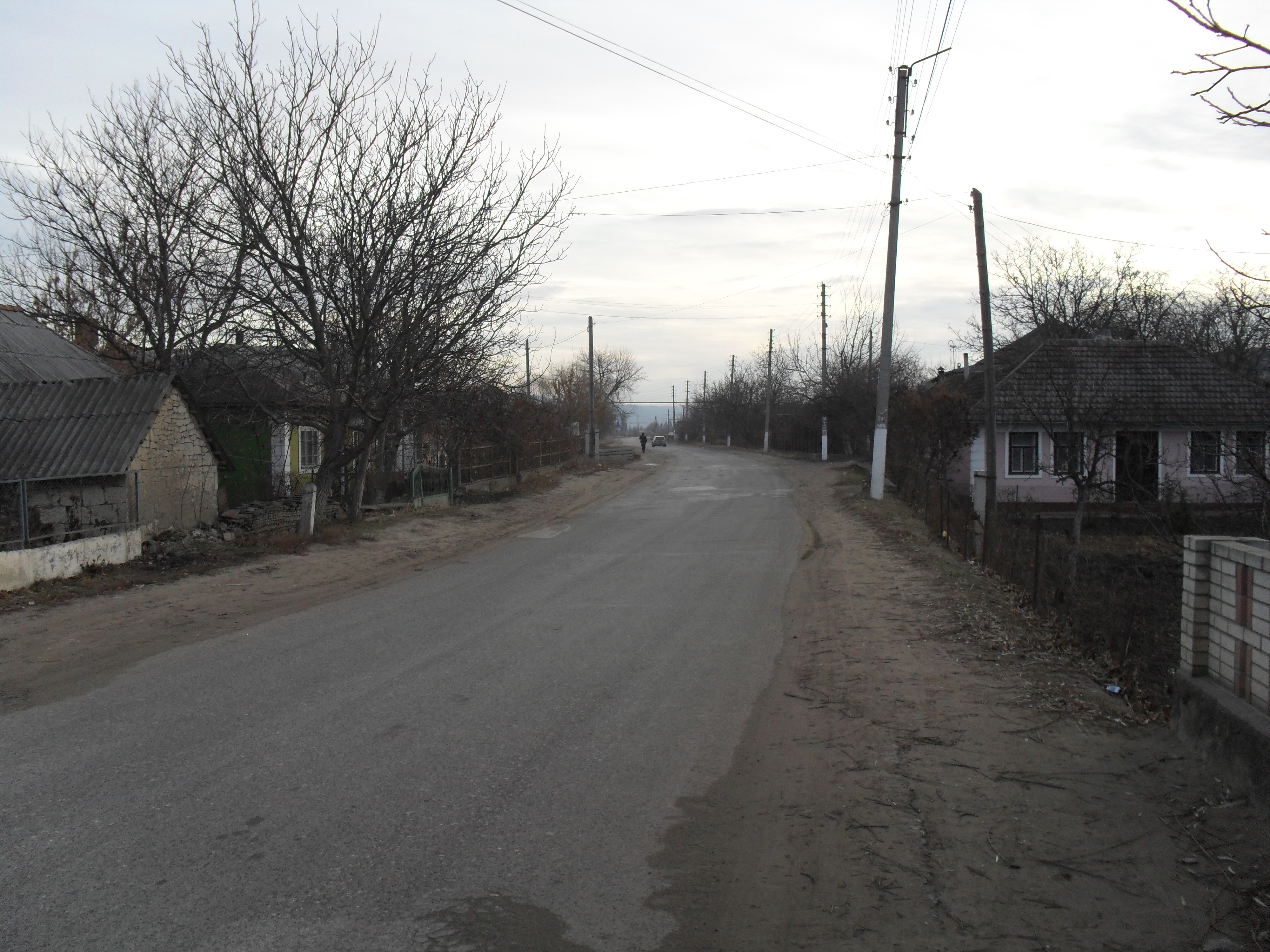
Центральная улица
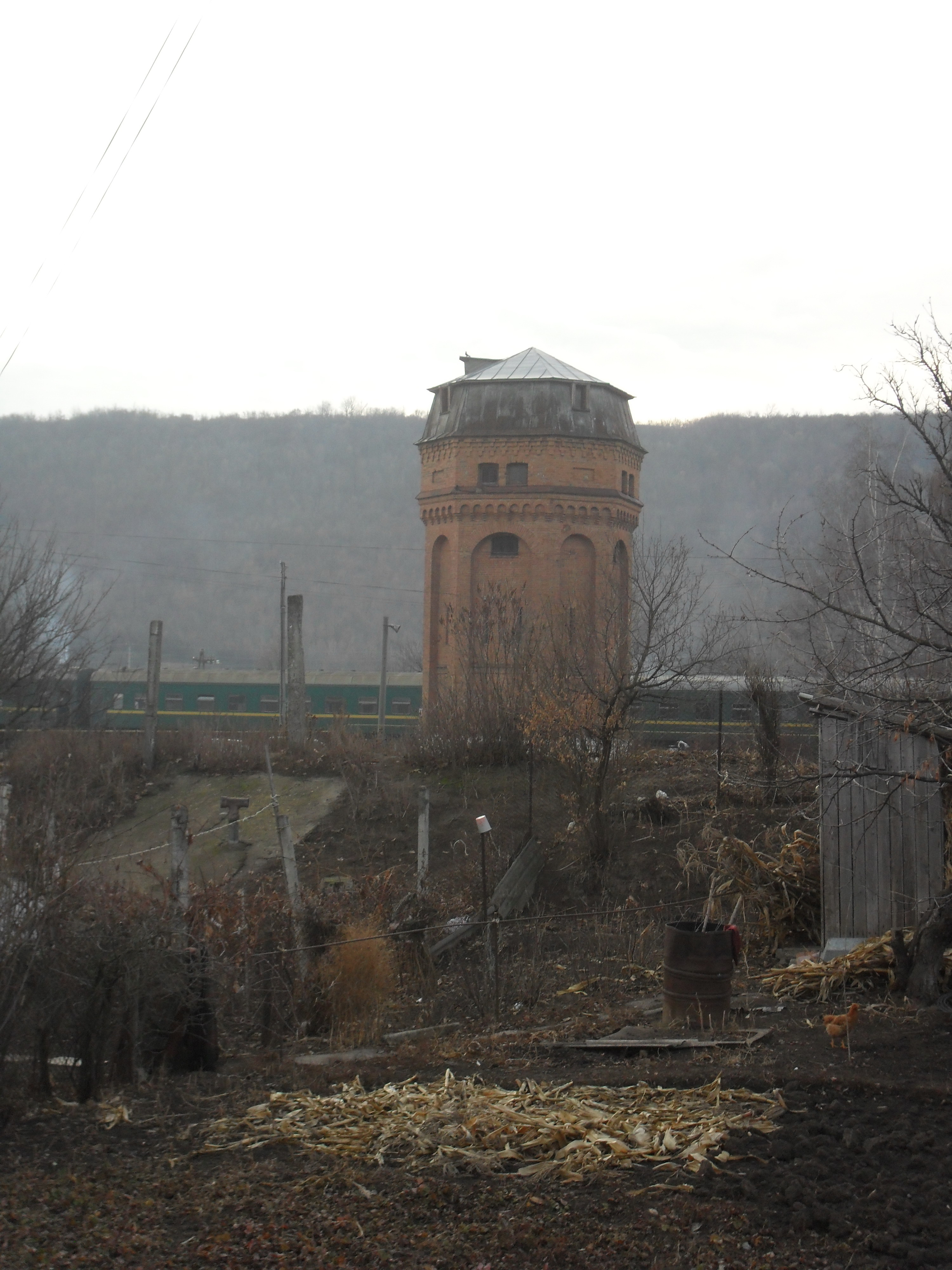
Башня вблизи железнодорожной станции
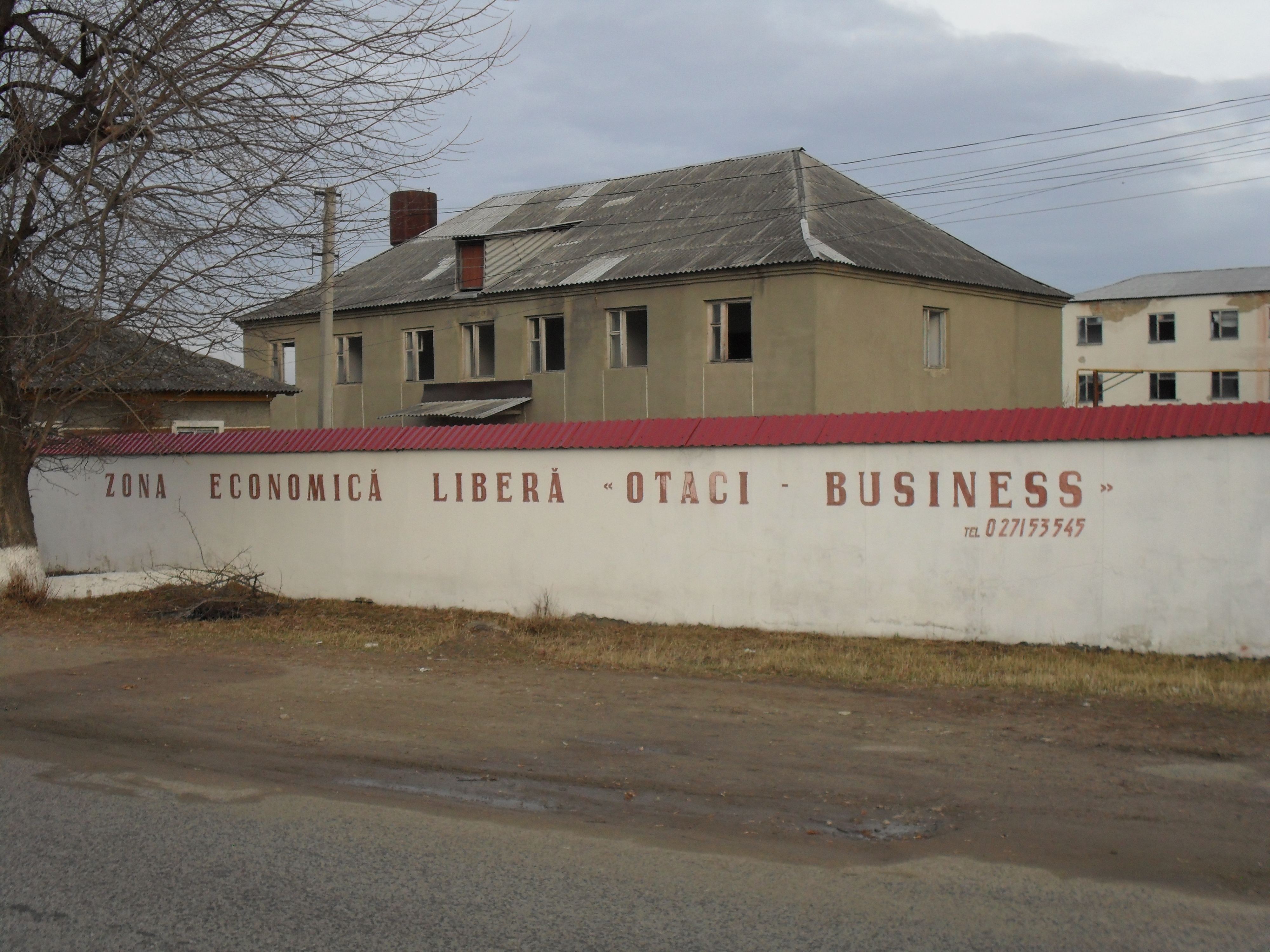
Свободная экономическая зона
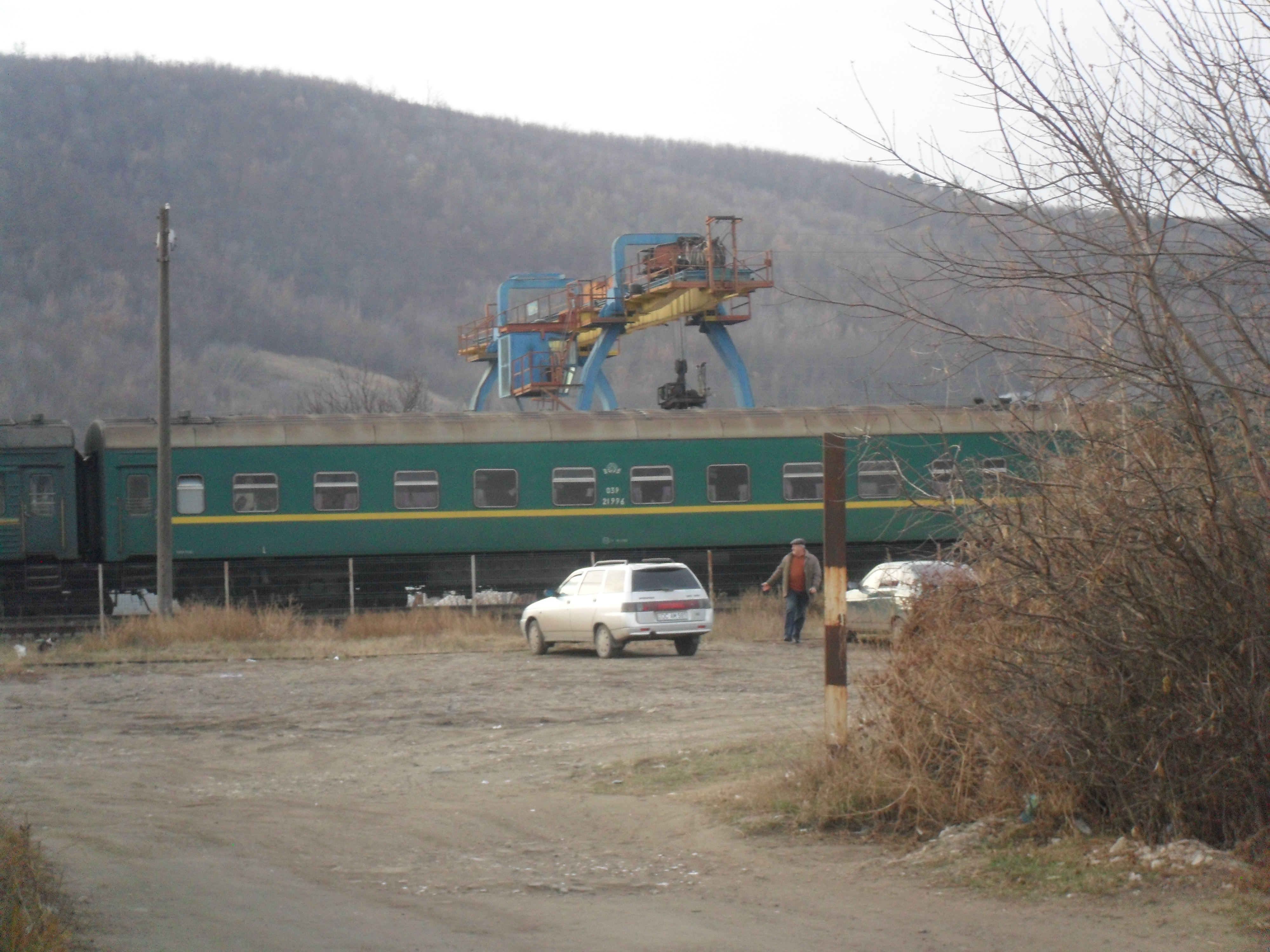
Поезд на железнодорожной станции "Волчинец"
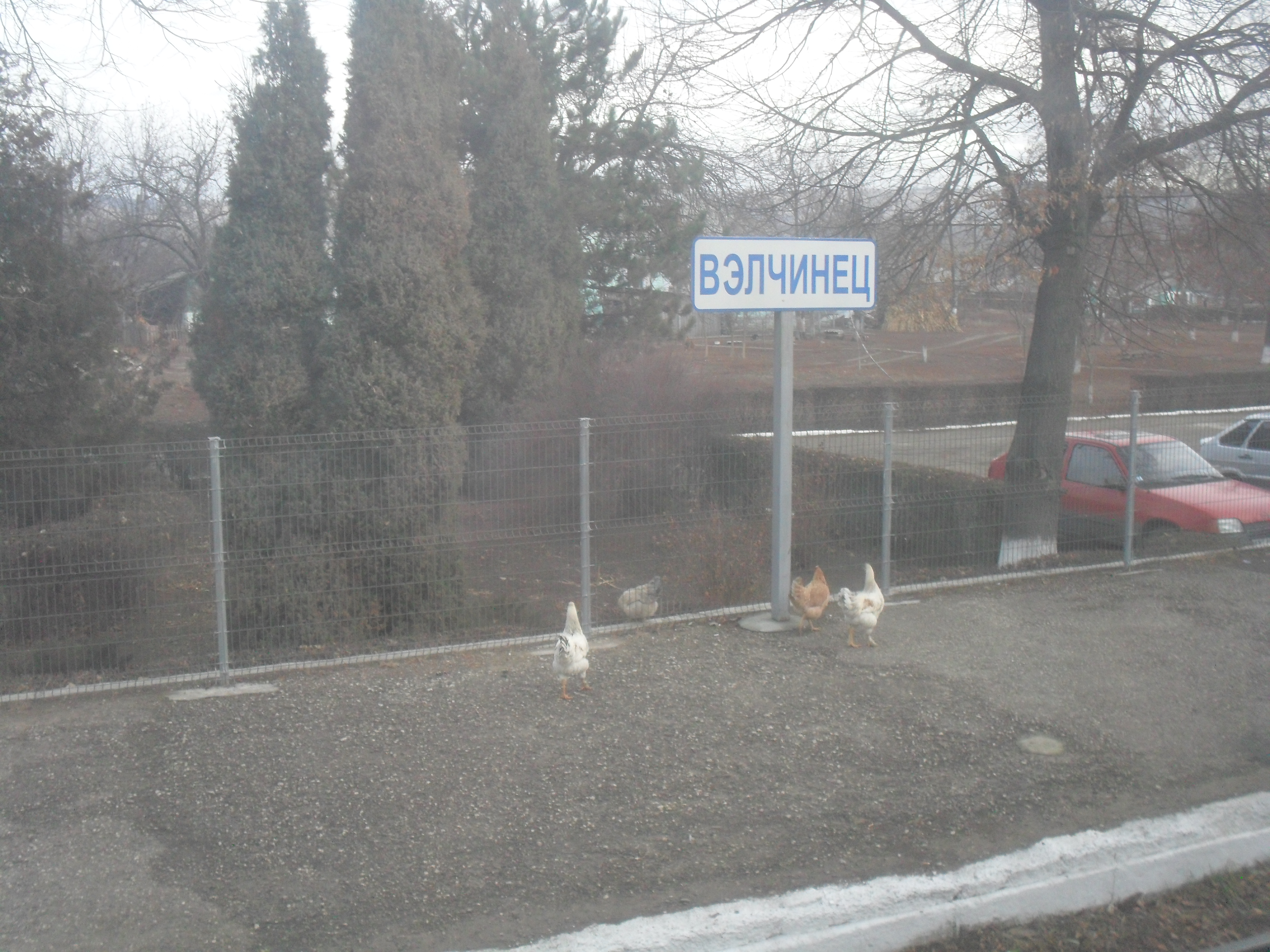
Платформа железнодорожной станции
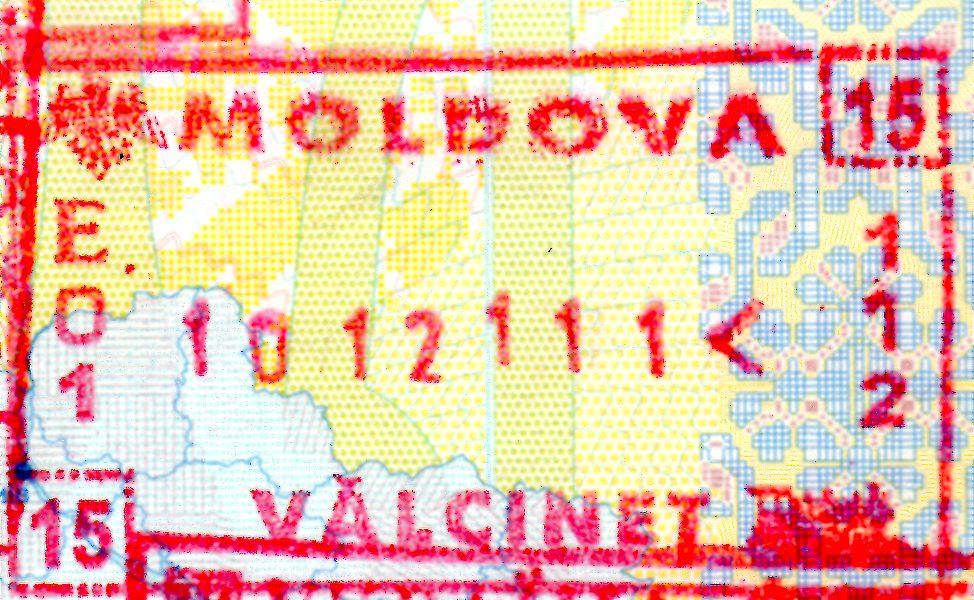
Въездной штамп железнодорожного пункта пропуска "Волчинец"
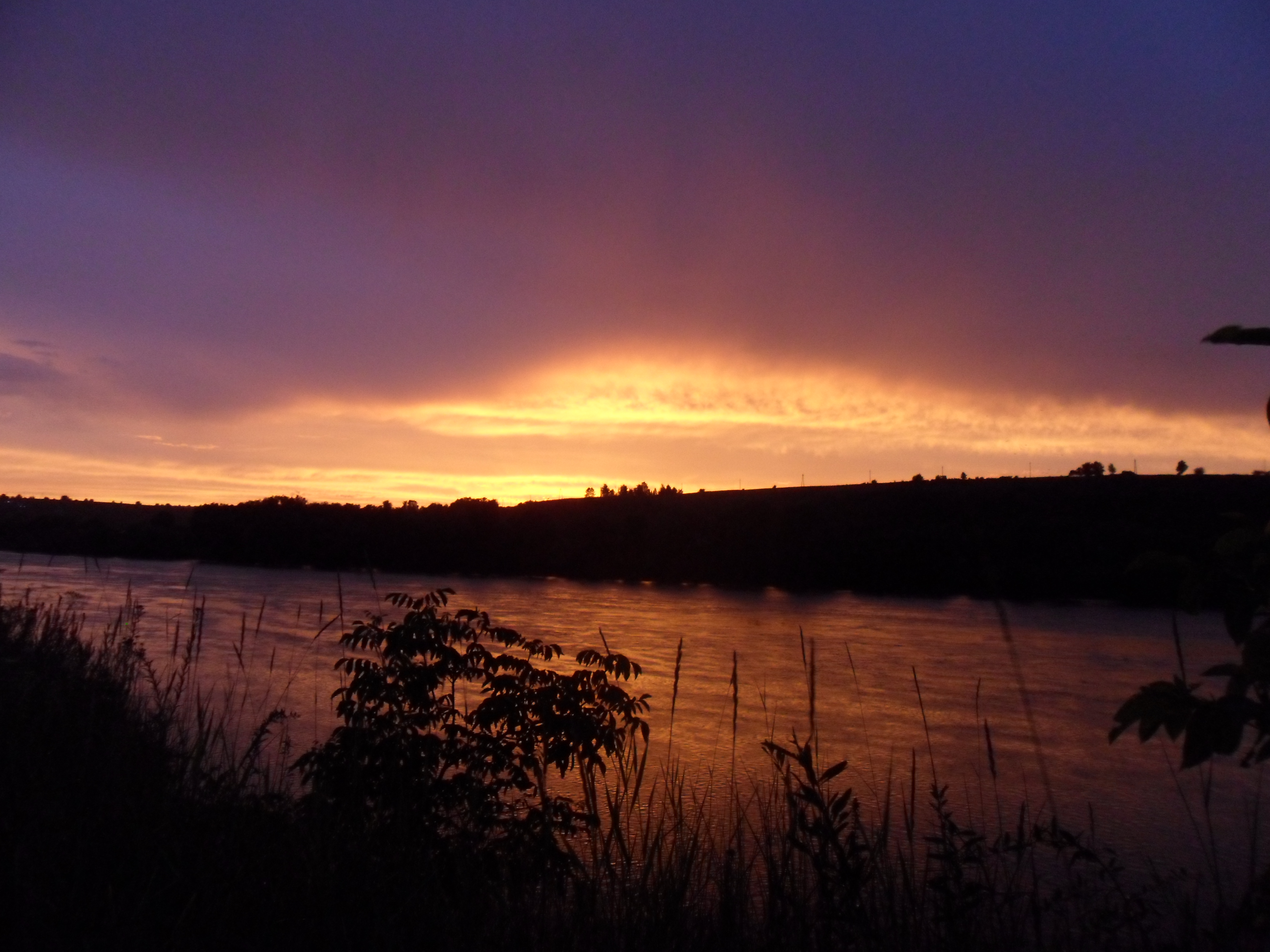
Закат р.Днестр. Молдова,с. Волчинец, район "Масло-сыр" завода.
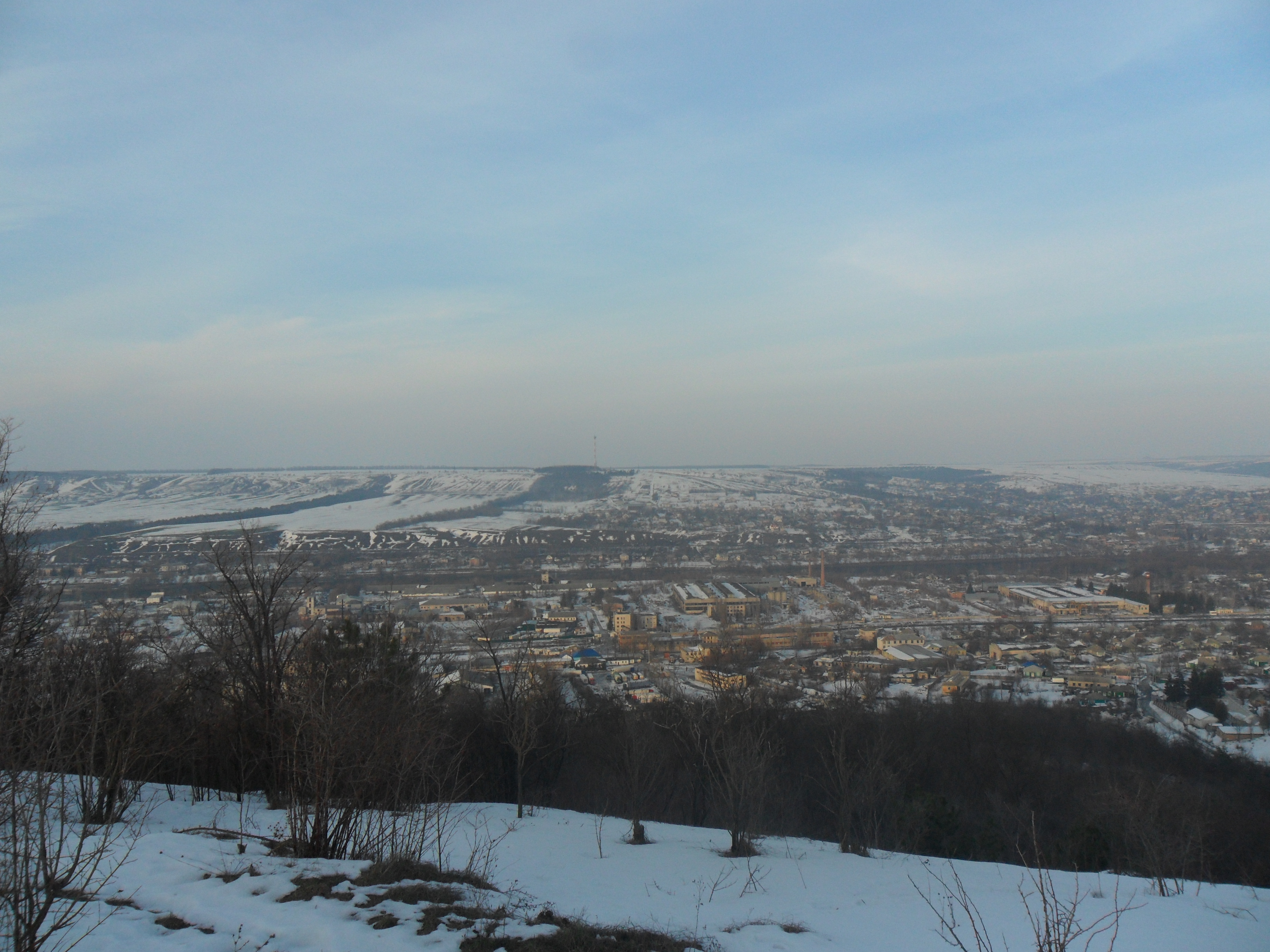
с. Волчинец, вид с возвышенности, янв. 2013.
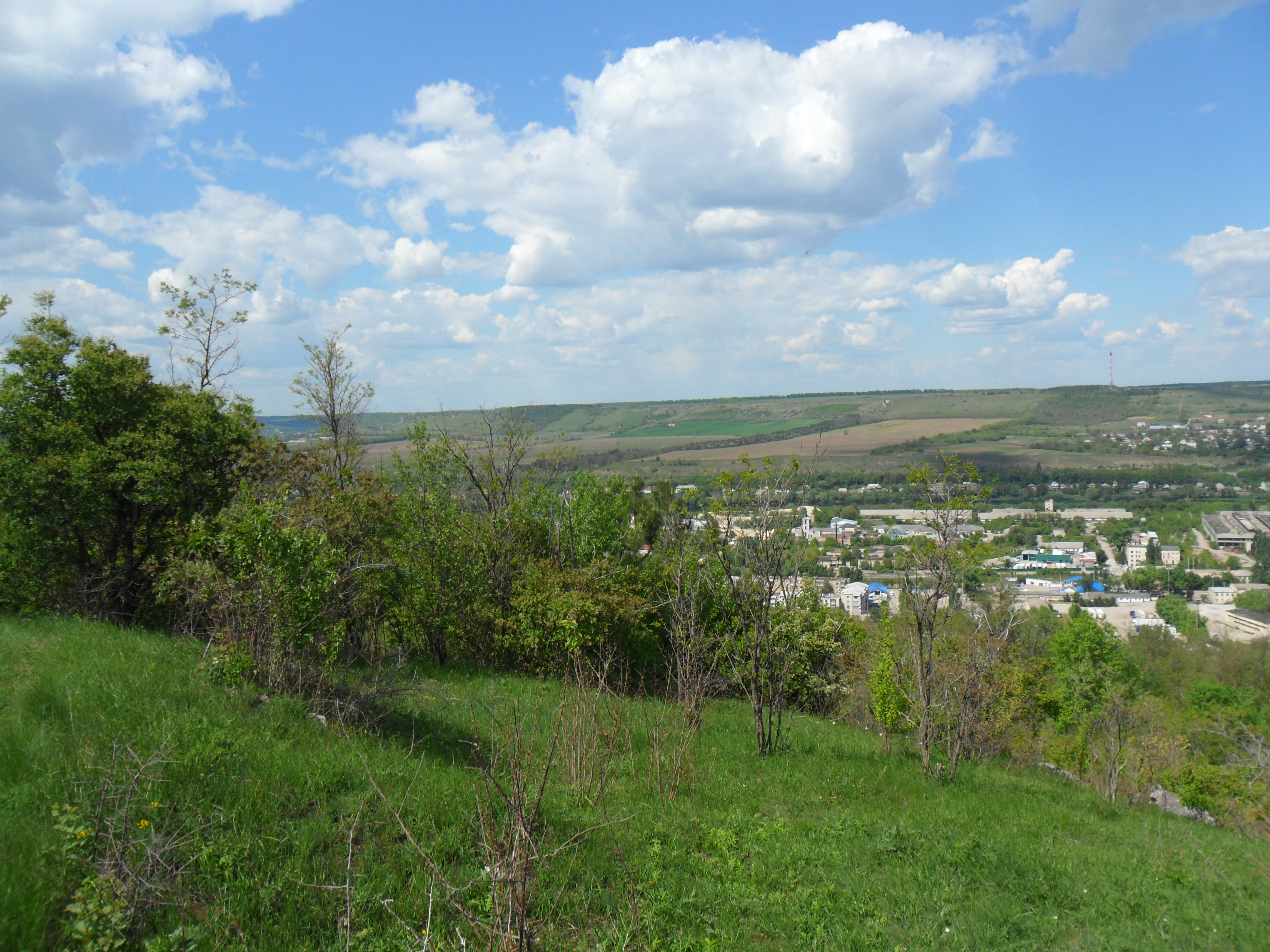
с. Волчинец, вид с возвышенности, май 2016.
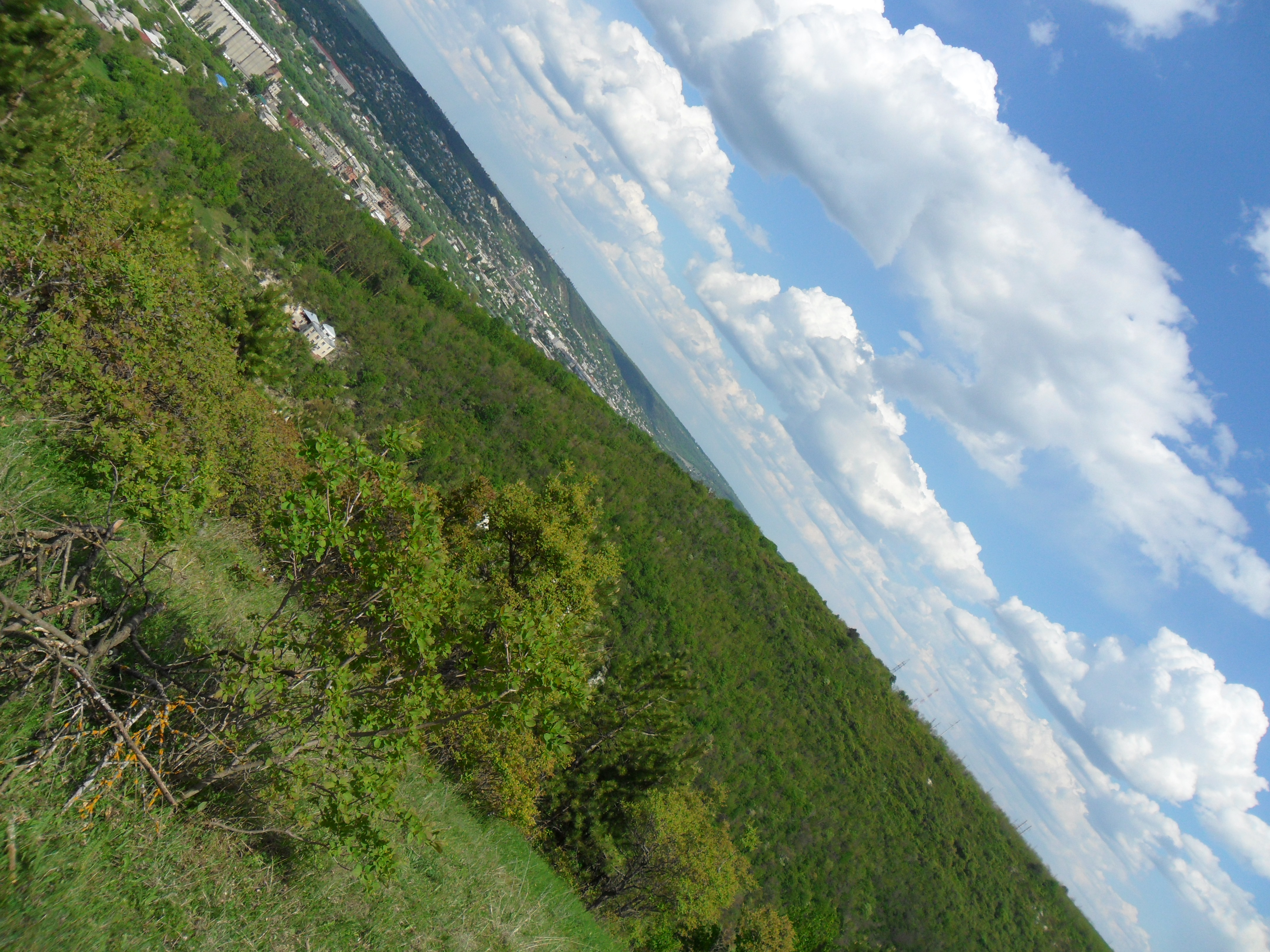
с. Волчинец, вид с возвышенности, май 2016.

.